# Кускус (тварина)
Кускус (Phalanger) — рід сумчастих ссавців, типовий рід родини кускусових (Phalangeridae). Родова назва «Phalanger» з грецької перекладається як «сітка павука», натякаючи на подібний до сітки павука зовнішній вигляд синдактильних задніх ступнів кускусів. Тварини проживають на Молукських островах, Новій Гвінеї, Соломонових Островах і півострові Кейп-Йорк.

## Синоніми
Синоніми латинської назви роду: Balantia (Illiger, 1811), Coescoes (Lacépède, 1799), Cuscus (Lesson, 1826), Phalangista (E. Geoffroy St. Hilaire and G. Cuvier, 1795), Sipalus (G. Fischer, 1813)

## Морфологія
Морфометрія. Довжина голови й тіла: 325—600 мм, довжина хвоста: 240—610 мм, вага: 1045-4850 грам.
Опис. Хутро в більшості форм товсте й пухнасте. Забарвлення в роді варіюється від білого, червоного і буро-жовтого через різні відтінки коричневого до світло-сірих і різної інтенсивності чорних кольорів. Деякі члени цього роду зарум'янені жовтим або темно-жовтим в області плечей, інші мають темні спинні смуги, які простягаються від голови до крупа. У P. vestitus деякі особини блідо-сріблясто-коричневі й з коротким волоссям, інші темно-коричневі й довгошерсті, а треті являють собою проміжні форми. 

  Це тварини міцної тілобудови. Їх опуклі очі з жовтою оправою, яскраво-жовтий ніс, непримітні вуха і чіпкий хвіст надають їм дещо мавпоподібного зовнішнього вигляду. Кінцева частина хвоста покрита лусочками і рідко вкрита волоссям. Пальці не рівної довжини, кігті довгі, товсті і вигнуті, а підошви голі з поперечними смугами. Самиці мають чотири молочні залози у добре розвинених сумках.

## Поведінка
Кускуси населяють головно тропічні ліси і густі чагарники. Вони деревні тварини з сильним чіпким хвостом, але іноді спускаються на землю. Ведуть нічний спосіб життя, відпочиваючи вдень забившись у густолисте сплетіння винограду, у дуплі дерева, під корінням дерев або серед каменів. Кускуси малорухомі і трохи мляві, чим нагадують повільних лорі (Nycticebus). Навіть у лагідному стані кускуси зазвичай виділяють різкий мускусний запах. Гарчання й гавкання це ті звуки, які вони створюють. Їхній раціон складається переважно з плодів і листя, але також до нього входять комахи, дрібні хребетні та пташині яйця. Кускуси поодинокі, але їх можна тримати парами в просторих огорожах. Шлюбний сезон, здається, великий і може тривати протягом усього року в деяких видів, самиці народжують до трьох малюків, хоча вони можуть виховати тільки одного.

  P. gymnotis поширений в багатьох районах Нової Гвінеї від рівня моря до 2,700 метрів, але уникає болотистих районів і заплав річок. він зазвичай відпочиває протягом дня в норах під коріннями дерев, у печерах, або в тунелях зроблених людьми. Він вправний дереволаз і має тенденцію харчуватися на деревах у нічний час. Їсть найрізноманітніші фрукти в дикій природі, хоча полонені вбивають дрібних хребетних. Місцеві жителі кажуть, що самиці носять плоди в лігво у своїй сумці. Розмноження може відбуватись протягом усього року. У сумці знаходиться, як правило, один малюк. Полонені, наскільки відомо, живуть принаймні 11 років.

  Останні археологічні дослідження показують, що багато з острівних популяцій P. orieiitalis були ввезені за допомогою людей у доісторичні часи. Електрофоретичний і морфологічний аналізи показали, що вид був завезений до Нової Ірландії з Нової Британії 10000 — 19000 років тому, а потім поширився на Соломонові острови 2000 — 6000 років тому. P. orientulis ймовірно, був ввезений на Тимор близько 4000 — 5000 років тому.

## Таксономія
Рід включає 13 видів.
Рід Кускус (Phalanger)
- Вид Phalanger alexandrae (Кускус Александри)
- Вид Phalanger carmelitae (Кускус гірський)
  - Підвид Phalanger carmelitae carmelitae
  - Підвид Phalanger carmelitae coccygis
- Вид Phalanger gymnotis (Кускус ґрунтовий)
  - Підвид Phalanger gymnotis gymnotis
  - Підвид Phalanger gymnotis leucippus
- Вид Phalanger intercastellanus (Кускус східний)
- Вид Phalanger lullulae (Кускус вудларкський)
- Вид Phalanger matabiru (Кускус блакитноокий)
- Вид Phalanger matanim (Кускус телефомінський)
- Вид Phalanger mimicus (Кускус південний)
  - Підвид Phalanger mimicus mimicus
  - Підвид Phalanger mimicus peninsulae
- Вид Phalanger orientalis (Кускус північний)
  - Підвид Phalanger orientalis orientalis
  - Підвид Phalanger orientalis breviceps
- Вид Phalanger ornatus (Кускус барвистий або Кускус молукський)
- Вид Phalanger rothschildi (Кускус Ротшильда)
- Вид Phalanger sericeus (Кускус шовковистий)
  - Підвид Phalanger sericeus sericeus
  - Підвид Phalanger sericeus occidentalis
- Вид Phalanger vestitus (Кускус Штайна)